# Krempelwolf

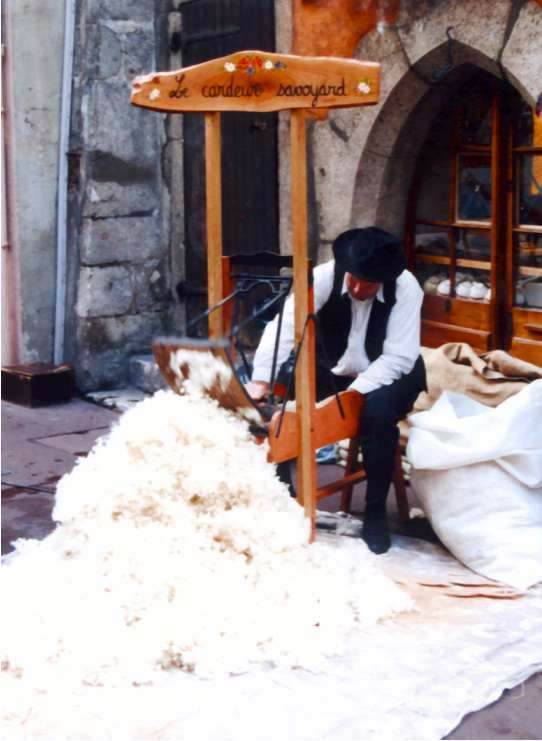
Hand-Krempelwolf

Der Krempelwolf (engl. auch picker) ist eine Maschine in der Wollverarbeitung, das Bearbeiten von Wolle mit dem Krempelwolf bezeichnet man als wolfen.
Kern des Krempelwolfs sind ein bis zwei große (bis zu 1 m Durchmesser) Hakenwalzen. Die unbehandelte, ungeordnete (Schur-)Wolle wird den Walzen auf einem breiten Tisch zugeführt, von den Haken mitgenommen und läuft oben um die Walze herum. Auf der anderen Seite wird das Vlies von kleineren Hakenwalzen abgenommen und der Weiterverarbeitung zugeführt.
Das Wolfen erfüllt mehrere Zwecke:
- Entfernen von Verunreinigungen
- Auseinanderreißen großer Faserblöcke in kleinere Flocken
- Grobes Ausrichten der Fasern
- Öffnen der Fasern
- Vorbereitungsstufe für das Kardieren (Kämmen) der Wolle